# Hillsboro (Iowa)
Hillsboro es una ciudad ubicada en el condado de Henry en el estado estadounidense de Iowa. En el Censo de 2010 tenía una población de 180 habitantes y una densidad poblacional de 137,35 personas por km².

## Geografía
Hillsboro se encuentra ubicada en las coordenadas 40°50′15″N 91°42′45″O / 40.83750, -91.71250. Según la Oficina del Censo de los Estados Unidos, Hillsboro tiene una superficie total de 1.31 km², de la cual 1.31 km² corresponden a tierra firme y (0%) 0 km² es agua.

## Demografía
Según el censo de 2010, había 180 personas residiendo en Hillsboro. La densidad de población era de 137,35 hab./km². De los 180 habitantes, Hillsboro estaba compuesto por el 98.89% blancos, el 0.56% eran afroamericanos, el 0% eran amerindios, el 0% eran asiáticos, el 0% eran isleños del Pacífico, el 0% eran de otras razas y el 0.56% pertenecían a dos o más razas. Del total de la población el 3.33% eran hispanos o latinos de cualquier raza.